# Praia das Palmeiras
Praia das Palmeiras est une plage urbaine de la municipalité de Florianópolis, au Brésil. Elle se situe dans la partie continentale de la municipalité, dans le quartier de Bom Abrigo. Elle donne sur la baie Sud.
Du fait de sa situation en centre ville, la baignade est déconseillée sur cette plage.